# Petstrana antiprizma
| Kvadratna antiprizma         | Kvadratna antiprizma                                |
| ---------------------------- | --------------------------------------------------- |
|                              |                                                     |
| Vrsta                        | prizmatični uniformni polieder                      |
| Elementi                     | F = 12, E = 20, V =10 ({\displaystyle \chi \,} = 2) |
| Stranske ploskve na stranico | 10{3} + 2{5}                                        |
| Coxeter-Dinkinov diagram     |                                                     |
| Simetrijska grupa            | D5d, [2+,10], (2*5), red 20                         |
| Sklici                       | U77(c)                                              |
| Vrtilna grupa                | D5 [5,2]+, (522), red 10                            |
| Dualni polieder              | petstrani trapezoeder                               |
| Lastnosti                    | konveksna                                           |
| Slika oglišč 3.3.3.5         |                                                     |

Petstrana antiprizma je v geometriji tretja v neskončni množici antiprizem s sodim številom trikotniških stranskih ploskev zaprtih z dvema pravilnima mnogokotnikoma. Sestavljena je iz dveh petkotnikov, ki sta povezana med seboj z obročem desetih trikotnikov. Tako ima skupaj 12 stranskih ploskev. Je nepravilni dodekaeder. 
Njena Wythoffova simbola sta |2 2 5 in 2|2 10. 

## Splošne značilnosti
Kadar so stranske ploskve petstrane antiprizme pravilne, je to polpravilni polieder. Lahko se ga obravnava kot parabiizginjajoči ikozaeder. To je oblika, ki nastane takrat, ko se odstrani dve petstrani piramidi iz pravilnega ikozaedra in se pri tem zapusti dve nesosednji petstrani stranski ploskvi. Podobna oblika metabiizginjajoči ikozaeder (eno izmed Johnsonovih teles) prav tako nastane iz ikozaedra z odstranitvijo dveh piramid, toda tako, da so si petkotne stranske ploskve sosednje. Po dve petkotniški stranski ploskvi obeh oblik se lahko povečajo s piramidami, da tvorijo ikozaeder.

## Odnos do politopov
Petstrana antiprizma se pojavlja kot gradnik nekaterih mnogorazsežnih politopov. Dva obroča desetih petstranih antiprizem povezujeta hiperploskev štirirazsežne velike antiprizme. Če se te antiprizme poveča s petstranimi piramidami in se vsakega spoji z obročem petih tetraedrov, se dobi 600-celico. 